# Vassy-sous-Pisy
Vassy-sous-Pisy és un municipi francès, situat al departament del Yonne i a la regió de Borgonya - Franc Comtat. L'any 2007 tenia 83 habitants.

## Demografia

### Població
El 2007 la població de fet de Vassy-sous-Pisy era de 83 persones. Hi havia 36 famílies, de les quals 12 eren unipersonals (12 dones vivint soles i 12 dones vivint soles), 12 parelles sense fills i 12 parelles amb fills.
La població ha evolucionat segons el següent gràfic:
Habitants censats

### Habitatges
El 2007 hi havia 62 habitatges, 37 eren l'habitatge principal de la família, 23 eren segones residències i 2 estaven desocupats. 60 eren cases i 2 eren apartaments. Dels 37 habitatges principals, 33 estaven ocupats pels seus propietaris i 4 estaven llogats i ocupats pels llogaters; 2 tenien dues cambres, 4 en tenien tres, 11 en tenien quatre i 20 en tenien cinc o més. 26 habitatges disposaven pel capbaix d'una plaça de pàrquing. A 18 habitatges hi havia un automòbil i a 10 n'hi havia dos o més.

### Piràmide de població
La piràmide de població per edats i sexe el 2009 era:
| Homes | Edats   | Dones |
| ----- | ------- | ----- |
| 0     | 95 o +  | 0     |
| 0     | 90 a 94 | 0     |
| 0     | 85 a 89 | 0     |
| 0     | 80 a 84 | 0     |
| 0     | 75 a 79 | 4     |
| 12    | 70 a 74 | 0     |
| 12    | 65 a 69 | 12    |
| 0     | 60 a 64 | 0     |
| 0     | 55 a 59 | 0     |
| 4     | 50 a 54 | 0     |
| 0     | 45 a 49 | 12    |
| 4     | 40 a 44 | 0     |
| 4     | 35 a 39 | 0     |
| 4     | 30 a 34 | 0     |
| 0     | 25 a 29 | 8     |
| 0     | 20 a 24 | 8     |
| 4     | 15 a 19 | 0     |
| 0     | 10 a 14 | 0     |
| 0     | 5 a 9   | 4     |
| 4     | 0 a 4   | 0     |

## Economia
El 2007 la població en edat de treballar era de 47 persones, 33 eren actives i 14 eren inactives. De les 33 persones actives 28 estaven ocupades (16 homes i 12 dones) i 5 estaven aturades (1 home i 4 dones). De les 14 persones inactives 6 estaven jubilades, 3 estaven estudiant i 5 estaven classificades com a «altres inactius».
Activitats econòmiques
Dels 3 establiments que hi havia el 2007, 1 era d'una empresa de fabricació d'altres productes industrials, 1 d'una empresa de construcció i 1 d'una empresa de comerç i reparació d'automòbils.
L'únic servei als particulars que hi havia el 2009 era un paleta.
L'any 2000 a Vassy-sous-Pisy hi havia 4 explotacions agrícoles.

## Poblacions més properes
El següent diagrama mostra les poblacions més properes.